# C'avevo un amico
C'avevo un amico è un singolo del rapper italiano Gianni Bismark, pubblicato il 1º dicembre 2021 per l'etichette Virgin Records e  Universal come primo estratto dall'album Bravi ragazzi.